# Cantó de Chaldasaigas
El cantó de Chaudes-Aigues és un cantó francès del departament del Cantal, a la regió d'Alvèrnia. Està inclòs en el districte de Sant Flor, té 12 municipis i el cap cantonal és Chaldasaigas.

## Municipis
- Anterius
- Chaldasaigas
- Las Doas Verges
- Espinasse
- Fridefont
- Jabrun
- Lieutadès
- Maurines
- Saint-Martial
- Saint-Rémy-de-Chaudes-Aigues
- Sant Urcise
- La Trinitat

## Història
| Data d'elecció                           | Identitat             | Partit           | Qualitat |
| ---------------------------------------- | --------------------- | ---------------- | -------- |
| 1949-1992                                | Pierre Raynal         | UDR, després RPR |          |
| 1992-2004                                | Pierre Brousse        | RPR              |          |
| 2004-                                    | Madeleine Baumgartner | Divers droite    |          |
| les dades anteriors no són pas conegudes |                       |                  |          |
|                                          |                       |                  |          |